# Köld
Köld is het derde studioalbum van de IJslandse muziekgroep Sólstafir. De band bestaat sinds 1994 en hun discografie groeit maar langzaam. Het album is opgenomen in december 2007 te Göteborg in Zweden; mastering volgde later in Helsinki. De stijl van het album is post-rock/experimentele metal, het nummer Köld is in het IJslands geschreven, de rest is Engelstalig. Het muziekalbum begint met energieke metal, maar komt gaandeweg in rustiger vaarwater. Het album doet soms denken aan de meest pessimistische muziekalbums van The Cure, zoals Pornography en Kiss me, Kiss me, Kiss me.

## Musici
- Aðalbjörn Tryggvason – zang, gitaar
- Sæþór Maríus Sæþórsson – gitaar
- Svavar Austman – basgitaar
- Guðmundur Óli Pálmason slagwerk
- Adam Mikailson – aanvullende muziek

## Composities
1. 78 Days in the Desert - 8:34
2. Köld - 8:59
3. Pale Rider - 8:05
4. She Destroys Again - 7:12
5. Necrologue - 8:30
6. World Void of Souls - 11:51
7. Love is the Devil (and I am in Love) - 4:43
8. Goddess of the Ages 12:41